# ルナ (エトルリア)

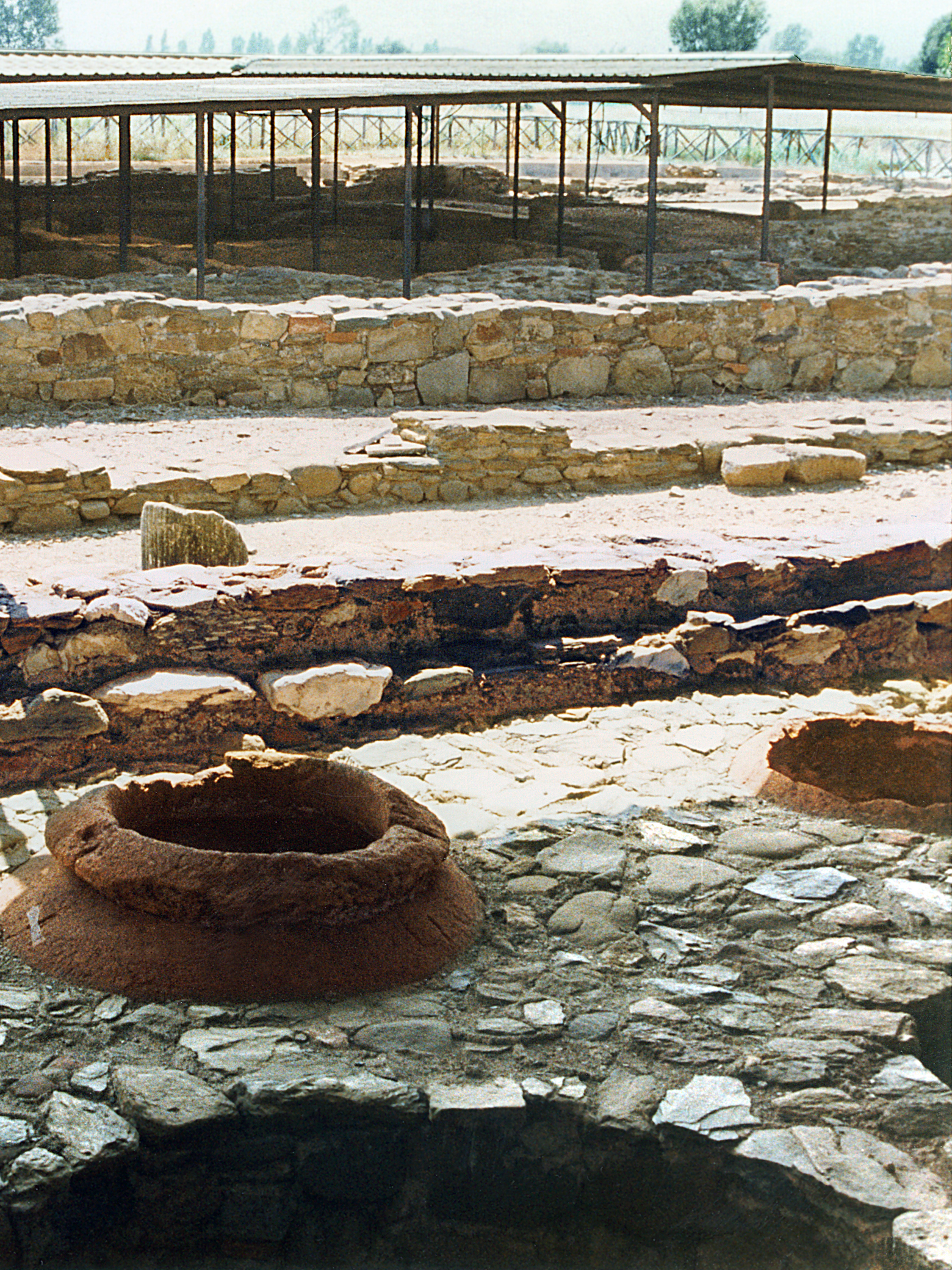
ルナ,考古学地域

ルナ（Luna） (現代イタリア語. ルーニ) はイタリアにある古代の都市。
ルーニは現在のサルザーナの4マイル南東にある。　マクラ川（現マグラ川）の左岸に位置し、帝国時代にはエトルリアとリグリアの間の境界をなすエトルリアの辺境の町だった。古代ローマが最初にこの地に登場したとき、この地は既にエトルリア人とリグリア人の所有地だった。

## 港
主に港のために重要視されており which (ブリタニカ百科事典第11版)によると、ラ・スペツィアの湾或いはラ・スペツィア湾として知られるティレニア海の岬と湾であり、一部の著作家が支持しているような単なる河口ではなかった。2000人のローマ市民がその場所を見つけたとき、すなわち前177年以前には町は建設されていなかった。 エンニウスの著作には港が言及されていて、前205年にティトゥス・マンリウス・トルクァトゥスの下で、彼はそこからサルディーニャへと航海した。ローマ人は、前195年頃にはこの地域を巡ってエトルリア人とアプアネ人相手に争った。
この地域は今日のカッラーラの大理石採掘場から大理石の採掘を行う基地として利用されていた。 カッラーラの採掘場の大理石は上質で、港はローマへ送られる大理石の発送場所として便利だった。

## 歴史
町は前177年にプブリウス・アエリウスとマルクス・アエミリウス・レピドゥス、及びグナエウス・シキヌスにより建設された。マルクス・クラウディウス・マルケッルスのリグリア人とアプアネ人に対する勝利を顕彰するために捧げられた前155年の碑文が1851年にルナのフォルムで発見された。ローマ帝国の下では海岸道（アウレリア街道）沿いにあったものの重要性は失われたが、カッラーラ近隣の山々で採られた大理石によってルナ大理石の名前も知れわたっていた。 大プリニウスは彼の時代に発見された大理石の話を伝えている。良質のワインも生産されていた。ルナはヴァイキングの指導者ハステインが、そこをローマだと誤って略奪した町だと考えられている。彼は死の直前にキリスト教徒に改宗したと装い教会に葬られるよう画策して棺に入り町に潜入し略奪した。 町は1016年にアラブ人Tにより滅ぼされ、1204年にサルザーナへ司教座が移された。

## 遺跡
劇場、円形闘技場などのローマ時代の遺跡が数箇所残っている。エトルリア文明の遺物には光はあてられていない。クンツ（Cuntz）の調査(Jahreshefte des Osterr. Arch. Instituts, 1904, 46)では、そこからアペニン山脈を横切る古代道）があったとする結論を導いているようである。その古代道路は、現在のサルザーナからパルマに至る鉄道路に沿っており、ポントレーモリ近くで分岐し、ひとつはボルゴ・ヴァル・ディ・ターロ、ヴェッレイア、ピアチェンツァに至り、他のひとつはパッソ・デッラ・シーザを経てフォルノーヴォ・ディ・ターロとパルマに至る。